# Brant (nome)
Brant  è un nome proprio di persona inglese maschile.

## Varianti in altre lingue
- Italiano: Brando, Prando

## Origine e diffusione

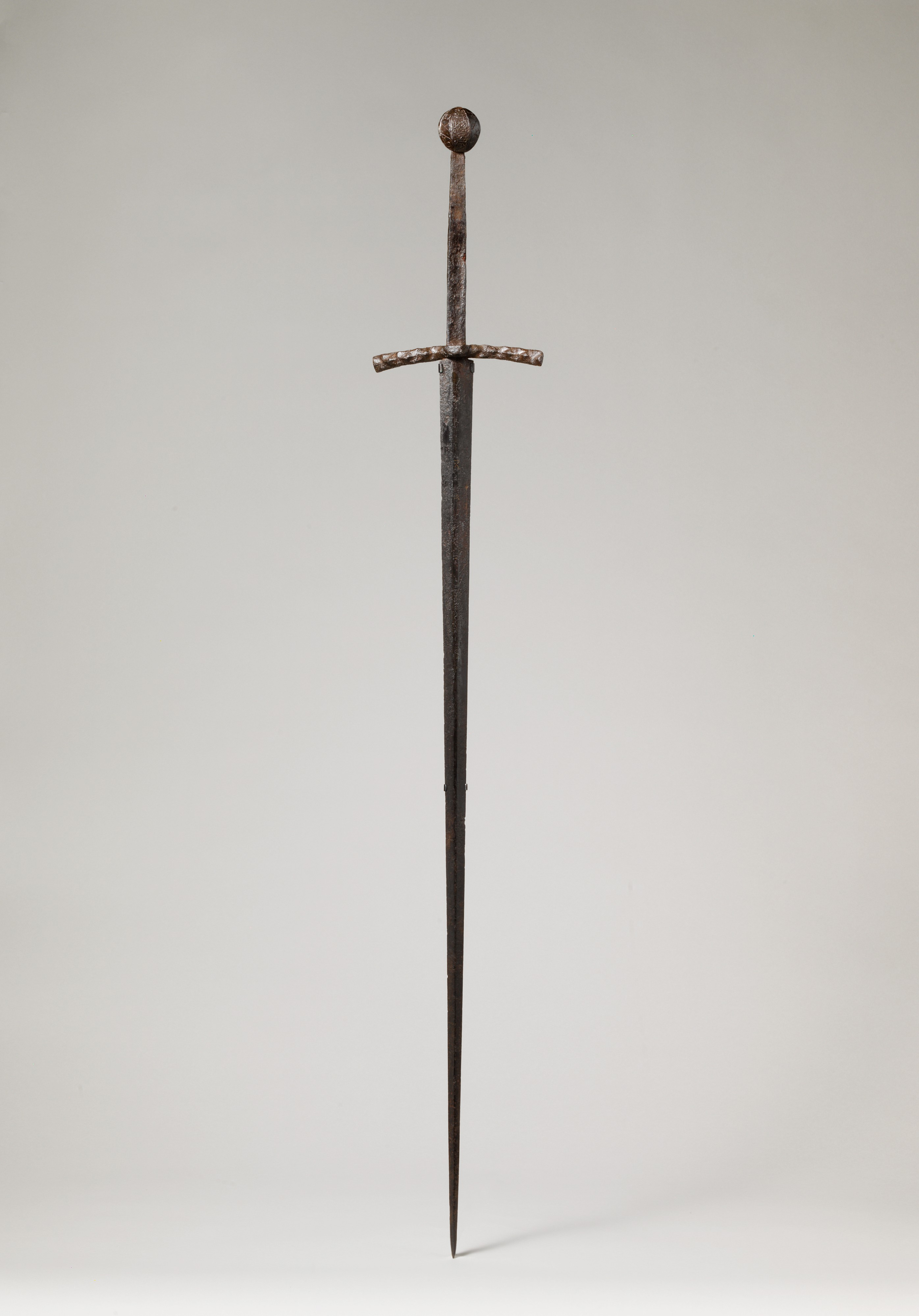
Il brando o prando è storicamente la spada a due mani e/o a lama a doppio taglio. In foto spada di questo tipo, probabilmente tedesca, risalente al 1400–1430.

Riprende il cognome inglese Brant, a sua volta derivante dall'epiteto norreno Brandr — imparentato con l'italiano Brando e da cui forse deriva anche l'inglese Brenda —, che significa letteralmente "spada".
Non va confuso con il nome Brent, a cui non è correlato.

## Onomastico
Il nome non ha santo patrono, quindi è adespota. L'onomastico si può festeggiare il 1º novembre, festa di Ognissanti.

## Persone
- Brant Bjork, musicista e produttore discografico statunitense
- Brant Daugherty, attore e modello statunitense
- Brant Houston, giornalista e docente statunitense
- Brant Parker, disegnatore statunitense